# Aurora (Ohio)
Aurora es una ciudad ubicada en el condado de Portage en el estado estadounidense de Ohio. En el Censo de 2010 tenía una población de 15548 habitantes y una densidad poblacional de 249,45 personas por km².

## Geografía
Aurora se encuentra ubicada en las coordenadas 41°18′6″N 81°19′57″O / 41.30167, -81.33250. Según la Oficina del Censo de los Estados Unidos, Aurora tiene una superficie total de 62.33 km², de la cual 59.36 km² corresponden a tierra firme y (4.77%) 2.97 km² es agua.

## Demografía
Según el censo de 2010, había 15548 personas residiendo en Aurora. La densidad de población era de 249,45 hab./km². De los 15548 habitantes, Aurora estaba compuesto por el 93.87% blancos, el 3% eran afroamericanos, el 0.08% eran amerindios, el 1.89% eran asiáticos, el 0.04% eran isleños del Pacífico, el 0.15% eran de otras razas y el 0.96% pertenecían a dos o más razas. Del total de la población el 1.31% eran hispanos o latinos de cualquier raza.